# Liu Xia (Künstlerin)

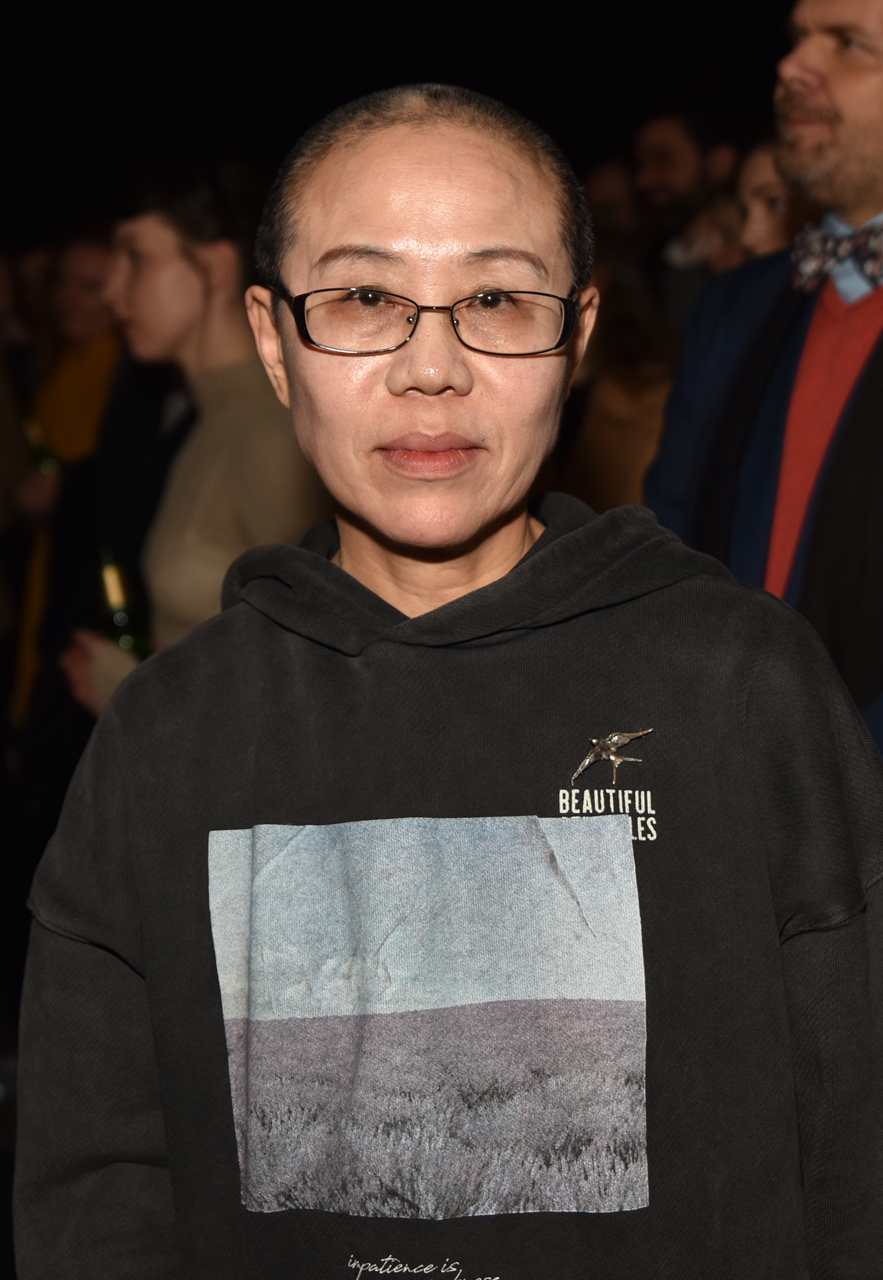
Liu Xia (2024)

Liu Xia (chinesisch 劉霞, Pinyin Liú Xiá; anhörenⓘ;* 1. April 1961) ist eine chinesische Malerin, Dichterin und Fotografin. Sie war mit dem Friedensnobelpreisträger Liu Xiaobo (1955–2017) verheiratet.

## Leben und Wirken
Während ihrer Arbeit als Beamtin lernte Liu ihren Mann in den 1980er Jahren in der Literaturszene von Peking kennen. Sie heiratete Liu Xiaobo während seiner Gefangenschaft in einer Umerziehungsanstalt im Jahr 1996. Die introvertierte Künstlerin scheute die Öffentlichkeit eigentlich, war jedoch oft gezwungen, für ihren Mann Stellung zu beziehen. Sie galt als seine wichtigste Verbindung zur Außenwelt. Als Frau von Chinas bekanntestem Menschenrechtsanwalt war auch Liu selbst immer wieder Repressionen ausgesetzt und lebte seit der Verhaftung ihres Mannes unter ständiger Beobachtung. Seit ihrer Heirat hatte sich Liu wiederholt zur Lage der Menschenrechte in China geäußert, wenn auch ab der Inhaftierung ihres Mannes zurückhaltender. Trotz dieser Umstände versuchte sie weiterhin, ein möglichst normales Leben zu führen.
Liu Xiaobo wurde als Mitverfasser eines politischen Manifestes mit dem Titel Charta 08 zu einer elfjährigen Haftstrafe verurteilt. Liu Xia hatte ihren Mann zuvor gewarnt, an dem Dokument mitzuwirken. Nachdem er ihre Bedenken anfangs geteilt hatte, nahm Liu Xiaobo dennoch an der Erstellung des Dokuments teil und widmete sich ihr drei Jahre. Er überarbeitete und verfasste das Manifest teilweise neu, um es dann an über dreihundert bekannte Arbeiter, Parteimitglieder der Kommunistischen Partei Chinas (KPCh) und Intellektuelle zu versenden und sie um eine Unterzeichnung zu bitten. Später wurde der Text von rund 10.000 Nutzern im Internet unterzeichnet.
Die Ankündigung, dass ihr inhaftierter Mann den Friedensnobelpreis 2010 erhalten werde, kommentierte Liu Xia mit den Worten, dass während all der Jahre, in denen Liu Xiaobo sich beharrlich für die Wahrheit in China eingesetzt hatte, er deswegen jetzt schon zum vierten Mal seine Freiheit verloren habe. Nach einem folgenden Gefängnisbesuch wurde sie unter Hausarrest gestellt und ihre Mobilfunknummer wurde deaktiviert.
Am 23. April 2013 wurde ihr erlaubt, dem Gerichtsprozess ihres Bruders beizuwohnen. Der Prozess war nach Ansicht vieler Kritiker politisch motiviert. Während ihrer kurzen Abwesenheit aus dem Hausarrest – in dem ihr nicht gestattet war, Internet oder Telefon zu nutzen, und sie nur wenige Besucher empfangen durfte – wurde sie von einer Menschenmenge empfangen. Liu Xia zeigte sich sehr erfreut über diese Aufmerksamkeit, übte aber auch Kritik an ihrer Behandlung durch den chinesischen Staat.
Am 19. November 2013 reichte sie eine Bitte zur Wiederaufnahme des Prozesses gegen ihren Mann ein – ein ungewöhnlicher Schritt, da hierdurch die Aufmerksamkeit der Weltgemeinschaft wieder auf Chinas Menschenrechtsverstöße gelenkt wurde. Nach Aussage ihres Anwaltes besuchte Liu ihren Mann im Gefängnis von Jinzhou in der Provinz Liaoning und erhielt vor dem Antrag seine Unterstützung für ihr Vorhaben.
Nach dem Tod Liu Xiaobos im Juli 2017 forderten westliche Staaten und Menschenrechtsaktivisten China dazu auf, Liu Xia ohne Auflagen ausreisen zu lassen. Dieser Forderung kamen aber die chinesischen Behörden zunächst nicht nach. Anfang November 2017 erschien auf Anregung der Schriftstellervereinigung P.E.N. America ein Brief, der erneut ihre Freilassung forderte und u. a. ihren schlechten Gesundheitszustand erwähnte. Zu den 52 Unterzeichnern gehörten J. M. Coetzee, Philip Roth und Anne Tyler.
Als Künstlerin schuf Liu mit The Silent Strength of Liu Xia eine Sammlung von 25 Schwarz-Weiß-Bildern, welche sie zwischen 1996 und 1999 erstellt hatte, während ihr Mann zum zweiten Mal in einem Arbeitslager inhaftiert war. Die Sammlung wurde in den USA ausgestellt. Guy Sorman, langjähriger Freund von Liu Xia und ihrem Mann, half dabei, die Bilder aus China herauszubringen, und kuratierte die Ausstellung an der Italian Academy for Advanced Studies an der Columbia University.
Am 10. Juli 2018 wurde Lius Hausarrest nach acht Jahren aufgehoben und ihre Ausreise zur medizinischen Behandlung nach Deutschland gestattet, wo sie am selben Tag eintraf.